# Август II (Брауншвайг-Волфенбютел)
Август II Млади (на немски: August II der Jüngere; * 10 април 1579, Даненберг; † 17 септември 1666, Волфенбютел) от род Велфи, е херцог на Брауншвайг и Люнебург и княз на Брауншвайг-Волфенбютел от 1635 до смъртта си 1666 г. и един от най-учените князе по негото време. Той събира ръкописи и основава във Волфенбютел най-голямата библиотека по неговото време, Херцог Август библиотеката.

## Живот
Той е седмото и последно дете на херцог Хайнрих фон Брауншвайг-Даненберг (1533 – 1598), княз на Люнебург.
Август започва да следва на 15 години и знае няколко езика, пътува през Европа. На 25-годишна възраст се установява в Хитцакер на Елба. Той е против военна кариера.
На 14 декември 1635 г. той получава чрез наследствен договор на 56 години трона във Княжество Брауншвайг-Волфенбютел, на който се възкачва след девет години през 1644 г. През неговото управление са екзекутирани 30 вещици.
Той пише произведения на немски език. С псевдоним Густавус Селенус (Gustavus Selenus) той издава през 1616 г. първия учебник за шах на немски език, и през 1624 г. произведението Cryptomenytices et Cryptographiae libri IX от 500 страници за криптология и криптография. През февруари 1632 г. херцог Август е приет в литературното общество „Fruchtbringende Gesellschaft“ чрез княз Лудвиг I фон Анхалт-Кьотен.
Той създава библиотека във Волфенбютел и до смъртта си не води войни. Август Млади се жени три пъти.
- Август II в библиотеката, 
худ. Конрад Буно, ок. 1650
- Паметник на херцог Август Млади във Волфенбютел, построен през 1904

## Деца
Първи брак: на 13 декември 1607 г. с Клара Мария от Померания (* 10 юли 1574, † 19 февруари 1623), дъщеря на херцог Богислав XIII от Померания (1544 – 1606).
- дъщеря (*/† 17 април 1609)
- син (*/† 10 май 1610)

Втори брак: на 26 октомври 1623 г. с Доротея фон Анхалт-Цербст (* 25 септември 1607, † 26 септември 1634), дъщеря на Рудолф фон Анхалт-Цербст (1576 – 1621)
- Хайнрих Август (* 28 април 1625, † 30 септември 1627)
- Рудолф Август (* 16 май 1627, † 26 януари 1704)
- Сибила Урсула (* 4 февруари 1629, † 12 декември 1671), на 13 септември 1663 омъжена за Христиан херцог фон Холщайн-Глюксбург (1627 – 1698)
- Клара Августа (* 25 юни 1632, † 6 октомври 1700), на 7 юни 1653 омъжена за херцог Фридрих фон Вюртемберг-Нойенщат (1615 – 1682)
- Антон Улрих (* 4 октомври 1633, † 27 март 1714)

Трети брак: през 1635 г. с Елизабет София фон Мекленбург (1613 – 1676), дъщеря на херцог Йохан Албрехт II фон Мекленбург (1590 – 1636). С нея той има три деца:
- Фердинанд Албрехт I (* 22 май 1636, † 23 април 1687)
- Мария Елизабет (* 7 януари 1638, † 15 февруари 1687), 1663 омъжена за Адолф Вилхелм II, херцог на Саксония-Айзенах (1632 – 1668)
- Христоф Франц (* 1 август 1639, † 8 декември 1639)